# (16481) Thames
(16481) Thames est un astéroïde de la ceinture principale.

## Description
(16481) Thames est un astéroïde de la ceinture principale. Il fut découvert le 16 août 1990 à La Silla par Eric Walter Elst. Il présente une orbite caractérisée par un demi-grand axe de 2,91 UA, une excentricité de 0,18 et une inclinaison de 2,4° par rapport à l'écliptique.